# Cortes de la Frontera
Cortes de la Frontera ist ein südspanischer Ort und eine Gemeinde (municipio) mit insgesamt 3.000 Einwohnern (Stand: 2024) in der Provinz Málaga in der autonomen Gemeinschaft Andalusien.

## Lage und Klima
Der Ort Cortes de la Frontera liegt in den zerklüfteten und bewaldeten Bergen der Serranía de Ronda ca. 3 km östlich des Río Guadiaro in einer Höhe von ca. 635 m. Die Stadt Ronda ist ca. 34 km (Fahrtstrecke) in nordöstlicher Richtung entfernt; der Felsen von Gibraltar befindet sich ca. 95 km südlich. Das Klima ist gemäßigt bis warm; Regen (ca. 815 mm/Jahr) fällt überwiegend im Winterhalbjahr.

## Bevölkerungsentwicklung
| Jahr      | 1857  | 1900  | 1950  | 2000  | 2020  |
| Einwohner | 4.329 | 4.689 | 5.677 | 3.557 | 3.031 |

Die Mechanisierung der Landwirtschaft, die Aufgabe bäuerlicher Kleinbetriebe (Höfesterben) und die daraus resultierende Arbeitslosigkeit auf dem Lande haben seit den 1950er Jahren zu einem immer noch anhaltenden Bevölkerungsschwund geführt (Landflucht). Zur Gemeinde gehören auch die Dörfer El Colmenar und Cañada del Real Tesoro sowie der bereits verlassene Weiler La Sauceda.

## Wirtschaft
Der Ort und seine Bevölkerung sind traditionell von der Landwirtschaft abhängig. Angebaut werden Getreide, Wein, Oliven und Gemüsepflanzen wie Bohnen, Kichererbsen und Erbsen; traditionell spielen auch Esskastanien eine wichtige Rolle. Die umliegenden Wälder ermöglichten die Gewinnung von Kork und Holzkohle. Im 18. Jahrhundert erlebten viele Bergdörfer einen wirtschaftlichen Aufschwung, der vor allem auf die illegale Schnapsherstellung zurückzuführen war. In den 1960er Jahren begann man mit der Entwicklung des Tourismus in Form der Vermietung von Ferienwohnungen (casas rurales).

## Geschichte
Prähistorische, iberische, römische und selbst maurische Funde fehlen. Um das Jahr 1485 wurde das Gebiet von den Christen zurückerobert (reconquista); wahrscheinlich entstand der Ort erst in der Phase der Neu- oder Wiederbesiedlung (repoblación). Der Aufstand der Morisken in den Alpujarras und in der Serranía de Ronda (1570) und deren anschließende Vertreibung führte zur Entvölkerung der Ortschaften, die durch die Neuansiedlung von Christen nur teilweise ausgeglichen werden konnte. Während des Spanischen Bürgerkriegs (1936–1939) erlitt der Ort schwere Schäden.

## Sehenswürdigkeiten

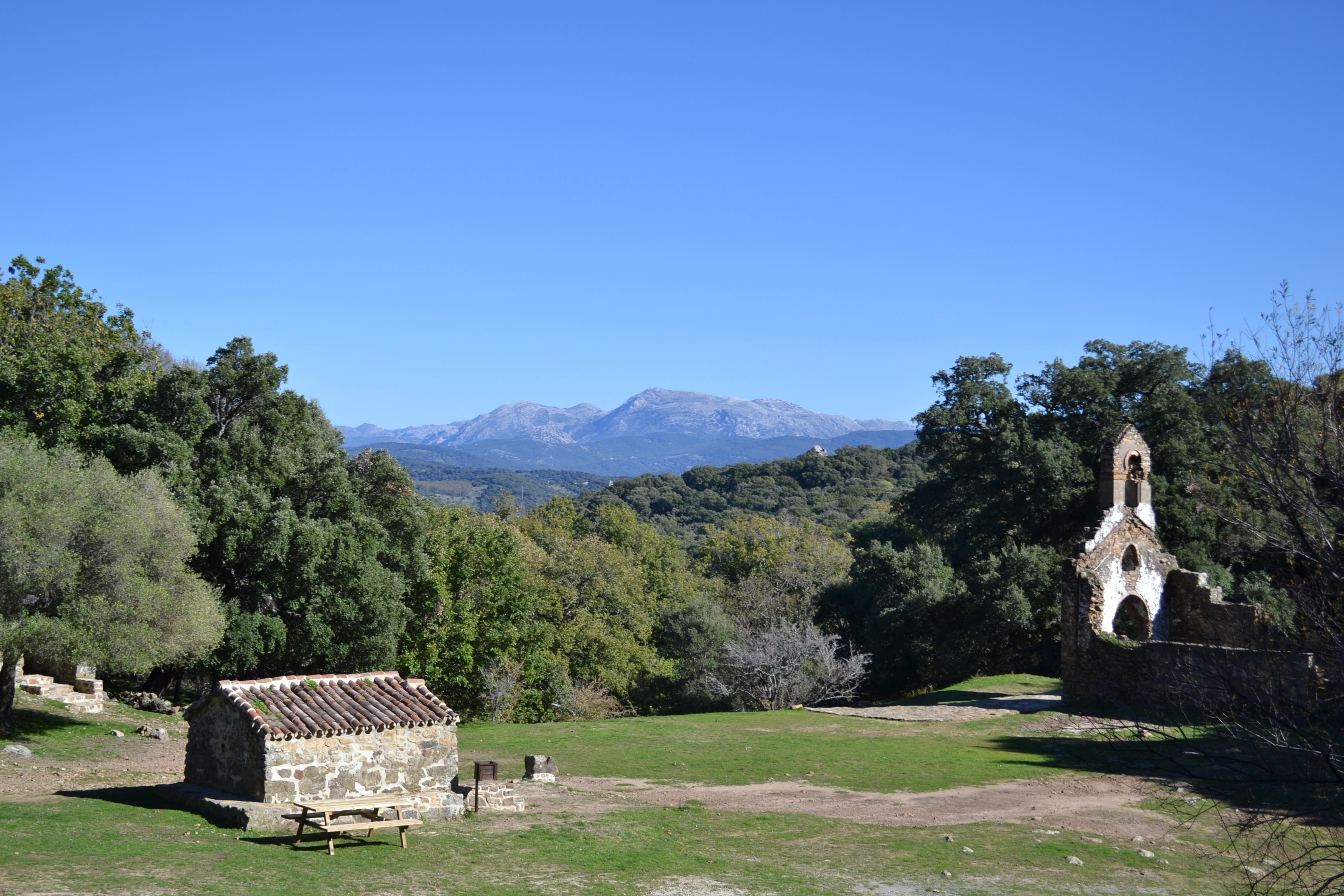
Cortes de la Frontera – verlassener Weiler La Sauceda

- Die Iglesia de Nuestra Señora del Rosario ist ein dreischiffiger barock-klassizistischer Bau aus der Mitte des 18. Jahrhunderts mit Querhaus und Vierungskuppel.[7]
- Die Casa de los Valdenebro mit ihrer eindrucksvollen Ziegelsteinfassade mit einem aufsitzenden Bogen in der Art eines Glockengiebels stammt aus derselben Zeit und befindet sich unmittelbar neben der Kirche.[8]
- Die Casa del Colarte ist ein repräsentativer Bau des beginnenden 18. Jahrhunderts im Mudéjar-Stil.[9]
- Das Rathaus (ayuntamiento) stammt aus den 80er Jahren des 18. Jahrhunderts und beeindruckt durch seine doppelgeschossige Arkadenfassade aus rötlichem Sandstein. Der Rest des Bauwerks ist aus Ziegelsteinen gemauert, die anschließend verputzt und weiß getüncht wurden.[10]
- Die im Jahr 1894 erbaute und 1921 restaurierte Stierkampfarena (Plaza de Toros) ist – neben der von Ronda – eine der bedeutendsten der Umgebung.[11]

Umgebung
- Die Casa de Piedra liegt etwa auf halbem Weg zwischen Cortes de la Frontera und dem Nachbardorf Cañada del Real Tesoro. Es handelt sich um einen Felsblock mit mehreren ins 5. oder 6. Jahrhundert n. Chr. datierten tief ausgehöhlten Nischen, von denen eine in sehenswerter Weise bearbeitet ist. Hinzugefügt wurde eine – seit langem ruinierte – gemauerte Kapelle, deren Altarrückwand vier aus dem Felsgestein herausgehauene Blendarkaden zeigt. Bei dem gesamten Komplex könnte es sich um ein Einsiedlerkloster (ermita) handeln.[12]
- Der Torre del Paso, ein ehemaliger Wachturm (atalaya) aus maurischer Zeit, liegt nur wenige hundert Meter entfernt.[13]